# Carnaval de Bielsa
El Carnaval de Bielsa es uno de los carnavales pirenaicos más reconocidos que se celebra en la villa de Bielsa (Huesca) España.

## Historia
Aunque su celebración se considera inmemorial y se salvó de la prohibición que se realizó en el 1939 para los carnavales por el régimen franquista debido a su carácter favorecedor a la crítica social y política debido a que los personajes del carnaval belsetano habían perdido gran parte de ese carácter crítico, aunque si que se ha documentado que al menos hubo dos o tres años seguidos en los que no se realizó debido a la falta de recursos, algo que también sucedió con otros carnavales pirenaicos como el de Gistaín mientras que otros desaparecieron como es el caso del Carnaval de Torla.
La revitalización de la festividad se inició de una forma muy progresiva una vez acabada la dictadura, dando cuenta de ello los artículos que empezaron a aparecer en diversos periódicos sobre la celebración, siendo ejemplo de ello la mención del esfuerzo que realizaron las hermanas Ferrer en el 1977 para realizar el carnaval, en el que apenas hubo tres trangas y ocho madamas, sin haber onso ni caballet, aunque si que volvió a aparecer el hiedra.
Con el paso de los años y la llegada de las décadas de los años 80 y 90 es cuando el carnaval alcanza un estatus de fiesta central en el valle

## Descripción
Antiguamente la celebración se prolongaba hasta el miércoles de Ceniza, pero actualmente se ha reducido al fin de semana anterior a la Cuaresma.
El carnaval comienza nada más pasada la Navidad, a partir del 17 de enero, festividad de San Antón, cuando la gente ya empieza a confeccionar los trajes ya que es en esta fecha cuando aparecen por el pueblo unos personajes llamados goluchos, que anuncian el inicio inminente del carnaval comenzado con la confección de Cornelio Zorrilla el jueves por la noche que será colgado en la ventana del ayuntamiento y estará allí presente durante todo el carnaval. La fiesta termina el domingo por la noche, cuando este es juzgado por sus fechorías y condenado a morir apaleado y quemado en la hoguera.

## Personajes
Al igual que otros muchos carnavales, el de Bielsa presenta cuenta con unos personajes que representan distintos aspectos de la vida y que simbolizan concepciones sociales como: 
- Las trangas, son los mozos solteros del valle que simbolizan la fertilidad y los encargados de dar vida a este personaje, que atacan a los niños y a las mozas para asustarlos, siendo considerados los "salvajes". Van vestidos con la piel y los cuernos de un macho cabrío, una saya de paño grueso, unas abarcas y grandes esquillas en la cintura, se pintan la cara de negro con hollín y aceite, dentaduras de patata y unos cuernos que apoyan sobre una tablilla y esta sobre la frente que atan con una cuerda de esparto. Su nombre proviene del palo alargado que usan, llamado tranga, que lanzan a quien persiguen, aunque en años atrás los usaban para subir a los balcones de las casas. Son los encargados de recoger a las madamas en la puerta de su casa durante la ronda.
- Las madamas: son las mozas solteras, que serán recogidas al pasar la ronda por la puerta de su casa y que organizan los bailes, siendo cabeza de los mismos. En sus trajes predomina el blanco, símbolo de la pureza, que combinan con sedas, brocados, rasos y cintas de colores que tienden a ser pálidos. Su vestido se compone de una falda hasta la rodilla adornada, enaguas blancas muy almidonadas, medias y zapatos blancos, mangas de organdí muy ahuecadas y el cuerpo lleno de cintas de colores sujetadas en ondas por alfileres que se colocan una vez ya vestidas.
- El onso y el domador es el binomio del carnaval compuesto por el onso, que es un personaje salvaje y temido que simboliza la fuerza natural debido al esfuerzo físico que conlleva vestirse de este personaje por lo que no tiene un recorrido fijo en el carnavalun ya que es animal salvaje e irracional, siendo un personaje muy común en los carnavales pirenaicos y que cuyo traje consiste en un saco lleno de rebasto, hierba seca, la cara mascarada de hollín, una piel de oveja cubriéndoles la espalda, llevando abarcas y calcetines, ayudados por dos palos para andar y atados con cadenas por la otra parte del binomio, los domadores, que solo lograran domarlos con golpes y tragos de vino.Cornelio Zorrilla colgado en el Ayuntamiento de Bielsa a la espera de su juicio.

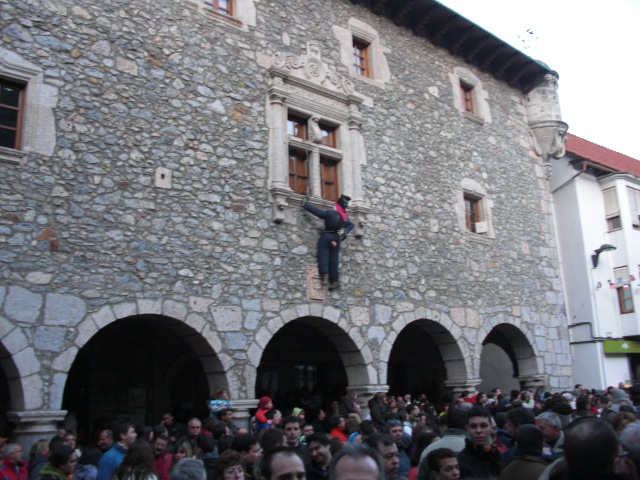
Cornelio Zorrilla colgado en el Ayuntamiento de Bielsa a la espera de su juicio.

- El amontato el que va montado en belsetano, también es conocido como agüeleta, este personaje simula a una abuela llevando a un hombre a sus espaldas y que usa el fifuet o látigo a diestro y siniestro. Viene a representar el matriarcado del valle a modo de sátira, ya que a menudo el cuidado de la casa recaía sobre la mujer durante largos periodos de tiempo.[3]
- El caballet simula a un hombre montado en un caballo, colocándose en la cintura un caballo de cestería y sacando las piernas por debajo, usando también un látigo.

- La garreta es un personaje que puede ser tanto hombre como mujer, siendo usado por los jóvenes antes de usar los trajes de madama o tranga. Llevan un traje confeccionado con pañuelos de Portugal de colores vivos, aunque antes de la Guerra Civil se confeccionaban en la propia población, y una boina adornada con cintas de colores. Aunque antiguamente el traje constaba de falda y pantalón, desde hace unos años se hace también con falda.
- Los goluchos, jóvenes disfrazados con harapos y con la cara cubierta, que pasean por todo el pueblo de casa en casa anunciando el carnaval después del día de San Antón y pidiendo de casa en casa.
- Cornelio Zorrilla, es muñeco hecho con ropas viejas rellenas de paja que desde el inicio del carnaval preside la fiesta colgado en la ventana del ayuntamiento, sobre la plaza, hasta que el último día cuando termine el carnaval sea quemado tras un juicio en el que se le acusan de todos los males del pueblo.

### Otros personajes
Hay otros trajes que en cierto modo se pueden considerar tradicionales, aunque no serían considerados como tales si los comparamos con otros cuyos orígenes se pierden en la memoria de generaciones de belsetanes. 
- Los bebés, que son mozas que se visten con canesú, puntillas y cintas sobre un vestido blanco de manga corta, y cada media de un color.

- La hiedra, traje confeccionado con hojas de hiedra a modo de vestido corto, que aunque en principio es usado por hombres y mujeres, estas últimas son quienes lo usan más.
- Los copos de nieve es uno que usan ambos géneros, sobre ropa negra con multitud de bolitas de algodón blanco y con un paraguas negro lleno de las mismas bolitas.
- La aliaga, que se cubre el tronco del cuerpo con ramas de esta planta y se disimulan con una gabardina de tela fina.

## Enlaces
- El Carnaval de Bielsa en la página del Museo de Bielsa.

- Datos: Q8338702
- Multimedia: Category:Carnival of Bielsa / Q8338702